# Смак голоду
Смак голоду — дансько-шведська мелодрама 2021 року. Режисер Крістофер Бое; сценаристи Крістофер Бое і Тобіас Ліндхольм. Продюсери Луіза Вест та Іда Гардер. Світова прем'єра відбулася 24 червня 2021 року; прем'єра в Україні — 2 грудня 2021-го.

## Про фільм
Карстен і Меггі в житті досягли успіхів. У них є все — улюблена робота, чудові діти і популярний ресторан. Але їх мрія — заповітна зірка «Мішлен». Подружжя готове на все, щоб отримати престижну нагороду у світі високого смаку.

## Знімались
| Актор                  | Роль |
| ---------------------- | ---- |
| Катрін Грайс-Розенталь |      |
| Ніколай Костер-Валдау  |      |
| Чарлі Густафссон       |      |
| Ніколас Бро            |      |
| Даг Малмберг           |      |
| Расмус Гаммеріх        |      |
| Софі Торп              |      |
| Міхаель Броструп       |      |
| Елен Егелунд           |      |
| Магнус Бруун           |      |
| Каспар Філліпсон       |      |
| Бо Лідегаард           |      |
| Луїза Сков             |      |